# Ciclo del fosforo

Fosforo nella tavola periodica

Il ciclo del fosforo è un ciclo biogeochimico che descrive il movimento del fosforo attraverso la litosfera, l'idrosfera e la biosfera. Diversamente da molti altri cicli biogeochimici l'atmosfera non assume un ruolo significativo nel movimento del fosforo, dato che le forme in cui si presenta tale elemento sono di solito allo stato solido nelle condizioni ambientali.
In alcune condizioni particolari è possibile che si formi la specie gassosa fosfina.

## Ruolo nel metabolismo
Il fosforo è un elemento di grande importanza nel metabolismo dei viventi in quanto rientra sia nella costituzione sia degli  acidi nucleici sia dei composti energetici per il normale metabolismo cellulare (ATP, GTP, NADPH ecc.). La sua richiesta, infatti, è direttamente proporzionale alle attività metaboliche del complesso di organismi che costituiscono le biocenosi: è elevata nel periodo estivo, quando queste attività sono massime, ed inferiore in quello invernale, quando il metabolismo di gran parte dei componenti della comunità è al minimo.
Il tempo di turnover è quindi molto variabile nelle diverse stagioni (ad esempio in ecosistemi di acque dolci va dall'ordine di 10 minuti in estate a quello di 10 ore in inverno). Non solo: il tempo di turnover varia anche con gli ambienti (così il passaggio dalla fase sedimentaria a quella organica va da alcune settimane per le acque dolci ad alcune centinaia di anni per gli ecosistemi terrestri).
Il fosforo presente nel suolo deriva dalla degradazione (per processi chimici, fisici e biotici) di rocce particolarmente ricche di questo elemento (rocce fosfatiche), di apatite (Ca(PO4)3F) o di altri minerali simili a quest'ultima, ma in cui il fluoro (F) è sostituito dal cloro (Cl).
Questo fosforo, una volta raggiunto il suolo sotto forma di ioni fosfato (PO43-), che sono chimicamente molto stabili sedimenta dopodiché viene organicato, cioè reso disponibile per gli organismi viventi, da numerose specie di funghi e batteri che lo mutano nella sua forma più solubile.

## Fosforo nel terreno
Talvolta le piante superiori possono assorbire fosforo non ancora organicato grazie alla presenza di micorrize, cioè ife fungine associate in modo particolare con le radici delle piante, sia esternamente ad esse (ectomicorrize), che internamente ai loro tessuti (micorrize endotrofiche). Sebbene i rapporti tra fungo e vegetale non siano ancora del tutto noti, si ritiene che in questa simbiosi la pianta fornisca al fungo carboidrati ed amminoacidi, mentre questo compie in modo più efficiente la trasformazione dei fosfati e di altri composti insolubili in forme solubili e quindi assimilabili dall'ospite. Inoltre sembra che l'estensione delle micorrize stesse costituisca una superficie assorbente per il fosforo ben più efficiente delle sole radici della pianta ospite.
Ad esempio in biocenosi forestali si nota un accrescimento più rigoglioso per piante che si trovano su un suolo ricco di ife fungine rispetto a piante che si sviluppano su terreni che ne sono privi. Pertanto per la forestazione di nuovi ambienti si utilizzano sperimentalmente plantule micorizzate oppure si effettua un apporto di suolo forestale attivo, cioè contenente ife fungine micorriziali.
Il fosforo si trova anche nei depositi di guano, o escrementi, di cui ad esempio c'è una abbondante quantità sulle coste del Perù.